# 리라구

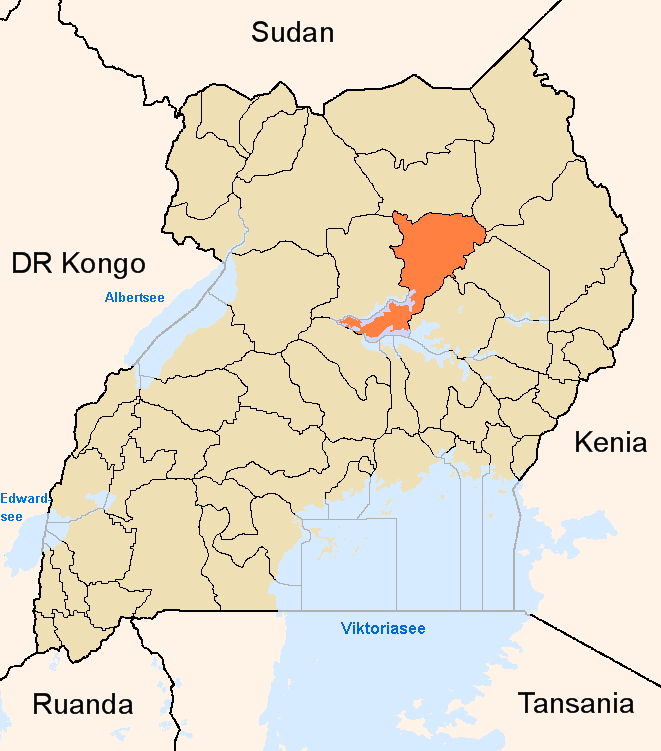
리라 구의 위치

리라구(Lira)는 우간다 중북부에 위치한 구로, 행정 중심지는 리라이며 인구는 530,342명(2002년 인구 조사 기준)이다.
행정 구역상으로는 북부 주에 속하며 4개 군(에루테 군, 리라 군, 모로토 군, 오투케 군)을 관할한다. 북쪽으로는 파데르 구, 북동쪽으로는 아빔 구와 모로토 구, 남동쪽으로는 아무리아 구와 카베라마이도 구, 서쪽으로는 아파크 구, 북서쪽으로는 오얌 구와 접한다.

## 같이 보기
- 북부주 (우간다)